# Leptocythere multipunctata
Leptocythere multipunctata is een mosselkreeftjessoort uit de familie van de Leptocytheridae. De wetenschappelijke naam van de soort is voor het eerst geldig gepubliceerd in 1942 door Seguenza.